# Норман, Людвиг
Фредрик Вильгельм Людвиг Норман (швед. Fredrik Wilhelm Ludvig Norman; 28 августа 1831, Стокгольм — 28 марта 1885, там же) — шведский композитор и дирижёр.

## Биография
В 1848—1850 годах учился в консерватории музыки в Лейпциге у М. Хауптмана (контрапункт), И. Мошелеса (фортепиано) и Ю. Рица (композиция), и до 1852 года — частным образом у М. Хауптмана и Ю. Рица. В 1850-е годы преподавал фортепиано в Стокгольме; в 1858—1861, 1868—1870, 1872—1875 и 1880—1882 годах преподавал в Королевской музыкальной консерватории (с 1861 — профессор композиции). Одновременно в 1859—1879 годы — дирижёр Стокгольмского оркестра.
В 1860 году выступил соучредителем Нового филармонического общества (швед. Nya harmoniska sällskapet) и возглавлял его до 1878 года. В 1880 году основал Музыкальное общество. Издавал «Журнал театра и музыки».

### Семья
Отец — Юхан Норман (швед. Johan Norman), мать — Фредрика Амалия Энгстрём (швед. Fredrica Amalia Engström).
Жена — Вильма Неруда-Норман (урождённая нем. Wilhelmina Maria Franziska Neruda, 1839—1911) — скрипачка; сыновья:
- Людвиг (швед. Franz Ludwig Norman-Neruda; 18.11.1864 — 11.9.1898), альпинист,
- Феликс (швед. Felix Wilhelm Norman-Neruda; 1866 — ?).

## Творчество
Автор многочисленных произведений для голоса с оркестром, а также 11 сборников шведских песен. Ему принадлежат также 4 симфонии, увертюры, фортепианный концерт; камерные, фортепианные и вокальные произведения; музыка к спектаклям.